# Король: Вічний монарх
Король: Вічний монарх (кор. 더 킹: 영원의 군주) — південнокорейський телесеріал 2020 року, показувався на телеканалі «SBS» що п'ятниці та суботи о 22:00 з 17 квітня по 12 червня 2020 року. У головних ролях Лі Мін Хо, Кім Го Ин, У До Хван, Кім Кьон Нам, Чон Ин Чхе і Лі Чон Джін.

## Сюжет
Лі Гон, сучасний імператор Королівства Корея, намагається перейти бар'єр в альтернативну реальність, де замість Королівства існує Республіка Корея. Він натрапляє на детектива Чон Тхе Иль, якого він впізнає за посвідченням особи, яку отримав під час переломного дитинства - вбивства батька. Напівдядько Лі Гона, Лі Лім, який вбив попереднього короля Лі Хо, переховується та збирає армії, пересуваючись між двома паралельними світами.

## У ролях
| Актор        | Роль                       |
| ------------ | -------------------------- |
| Лі Мін Хо    | Лі Гон / Лі Дж Хун         |
| Кім Го Ин    | Чон Тхе Иль / Luna         |
| У До Хван    | Чо Йон / Чо Ин Соп         |
| Кім Кьон Нам | Кан Шін Дже / Кан Хьон Мін |
| Чон Ин Чхе   | Ку Со Рьон / Ку Ин А       |
| Лі Чон Джін  | Лі Лім / Лі Сон Дже        |